# Radstube

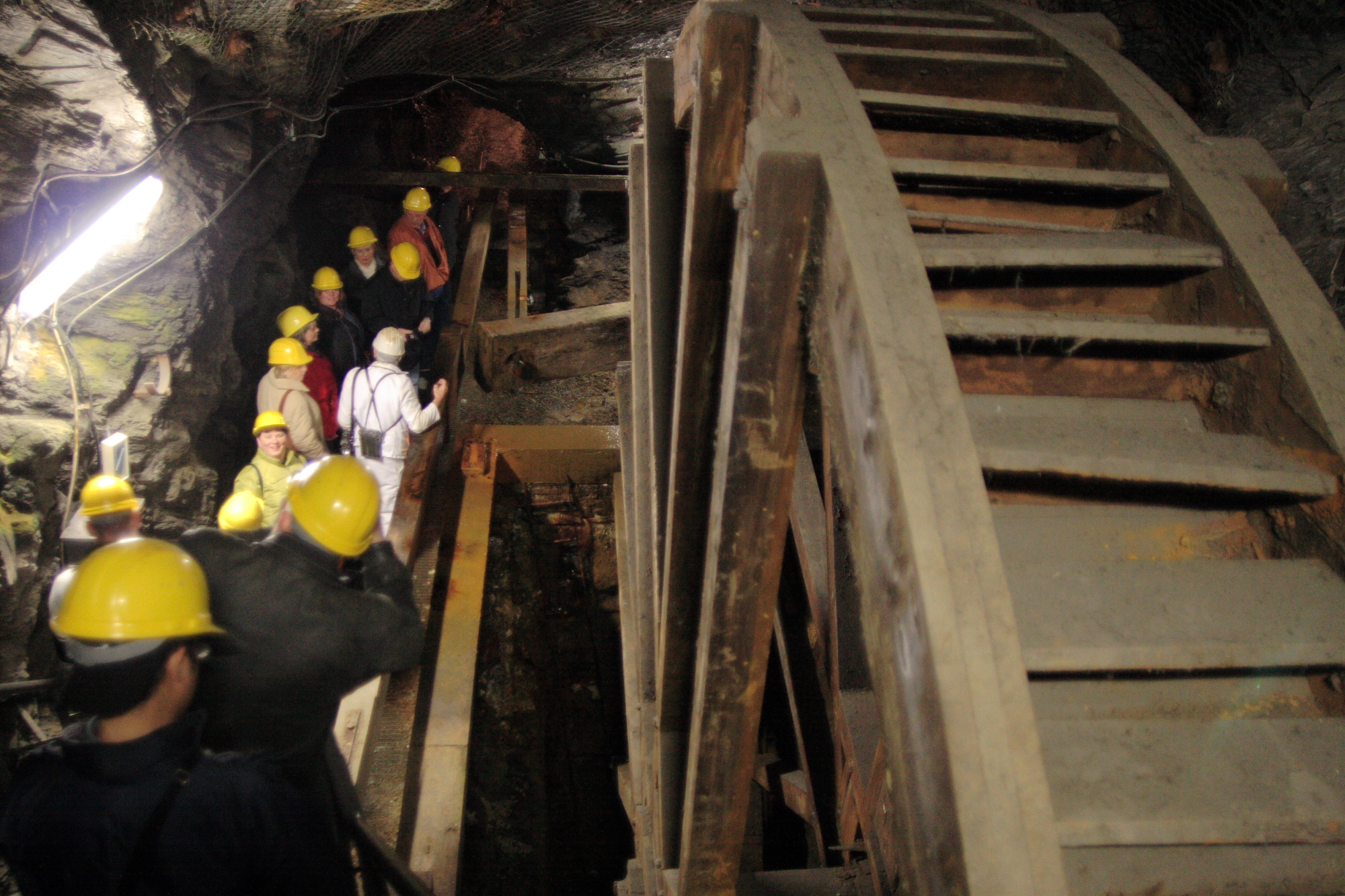
Radstube mit Kunstrad im Bergwerk Rammelsberg

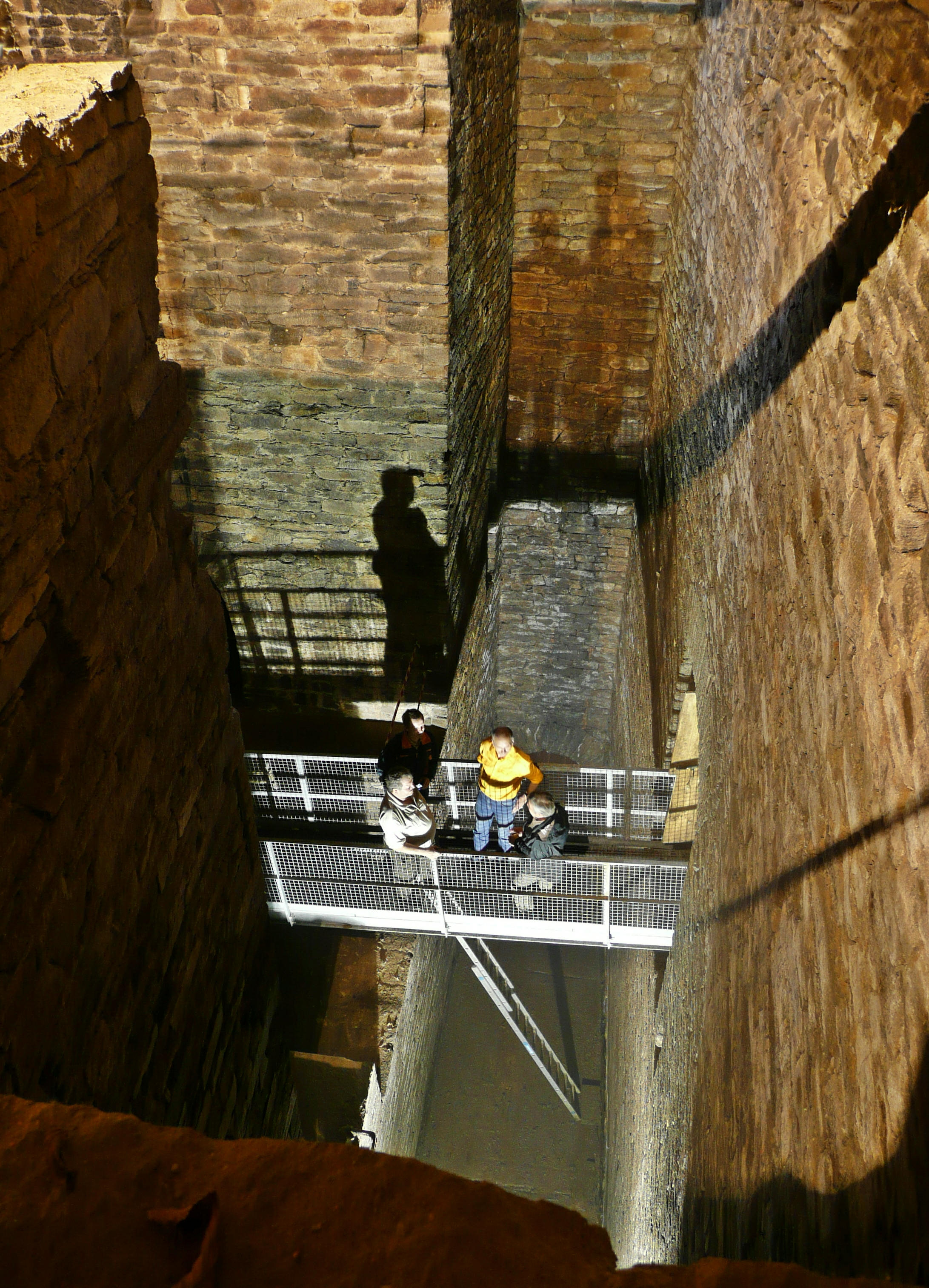
Radstubenkammer des Kehrrades Reinsberg. Blick vom IV. Lichtloch des Rothschönberger Stollns. Hier befand sich ein Kehrrad mit 11,9 m Durchmesser von und 1,6 m Breite.

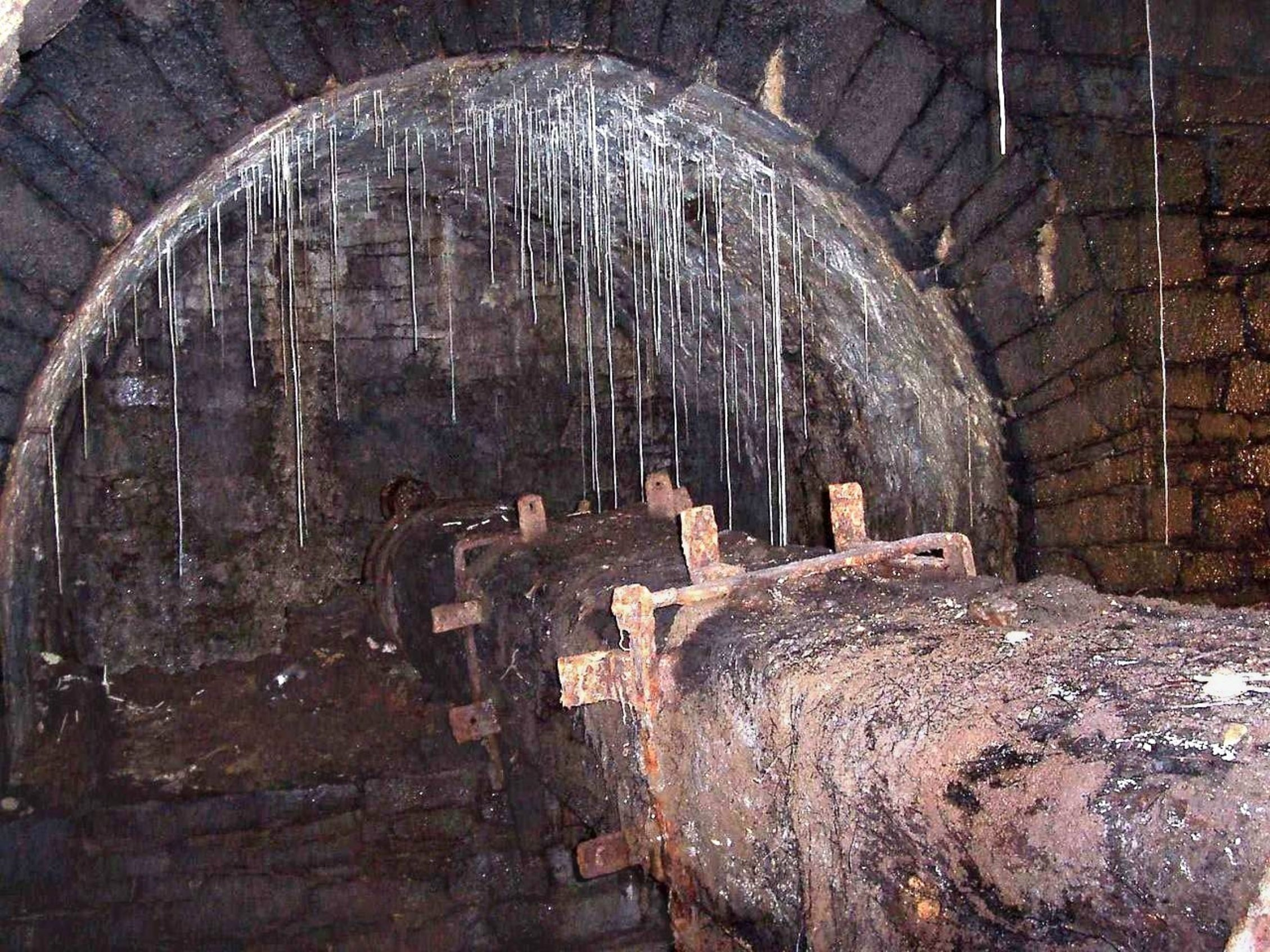
Pochwerksradstube auf Wolfgangmaßen

Radstube ist ein bergbaulicher Begriff zur Bezeichnung eines über- oder untertägigen Bauwerks, das zur Aufnahme eines zum Antrieb einer Kunst dienenden Wasserrades (Kunst- oder Kehrrad) vorgesehen ist.
Der sich schnell fortentwickelnde Bergbau des Mittelalters benötigte durch rasch ansteigende Fördermengen, stetig zunehmende Teufen und im Besonderen stark zunehmender Anforderungen an die Wasserhaltung eines Bergwerks bedingt stetige, kräftige und im Betrieb günstige Energiequellen. Eine Möglichkeit zur Erfüllung dieser Anforderungen lag in der Wasserkraft und demzufolge dem Bau von Wasserrädern. Diese wurden zum Schutz vor Witterungseinflüssen mit Schutzgebäuden, den Radstuben, umschlossen.
Die Benennung „Radstube“ wurde späterhin ebenfalls auf unter Tage befindliche, zur Aufnahme eines Wasserrades bestimmte Grubenbaue angewandt. Auch hier musste gewährleistet sein, dass das zum Antrieb des Wasserrads genutzte Wasser dauerhaft abfließen kann.
Speziell die Anlage untertägiger Radstuben war mit hohen Kosten und Mühen verbunden.

## Mühlwesen
Der Begriff Radstube wurde auch für "das Behältnis, worin bei oberschläuchtigen Mühlen das Wasserrad hängt", verwendet.